# Second Avenue
Second Avenue is een straat in de Amerikaanse stad New York, gelegen aan de oostkant van de borough (stadsdeel) Manhattan. De laan loopt van Houston Street in het zuiden tot de kruising met de Harlem River Drive en de 128th Street in het noorden. 
De aanleg van de laan startte in maart 1811. Historisch is de laan gekend als de locatie van het Yiddish Theatre District, met vele Joodse theaters. Na de Tweede Wereldoorlog daalde evenwel het succes van de theaters snel.
De laan is sinds 4 juni 1951 over bijna zijn volledige lengte eenrichtingsverkeer voor motorvoertuigen, met de verplichte rijrichting van noord naar Downtown in het zuiden. Enkel in Harlem, en dan slechts over de lengte van een woonblok is de laan tweerichtingsverkeer. Ten zuiden van Houston Street verandert de straatnaam in Chrystie Street tot Canal Street.
De meest linkse rijstrook van Second Avenue van 125th Street tot Houston Street is voorbehouden voor fietsers en dus een lang breed fietspad. Het gedeelte tussen 55th Street en 34th Street is daarbij een onderdeel van de Manhattan Waterfront Greenway, een 51 km lange voetgangers- en fietserstraject rond het volledige eiland Manhattan, beheerd door het New York City Department of Parks and Recreation.
Second Avenue loopt door heel wat buurten in Manhattan, waaronder (van zuid naar noord) de Lower East Side, East Village, Stuyvesant Square, Upper East Side en Spanish Harlem.
In East Village ligt St. Mark's Church in-the-Bowery aan een pleintje en parkje bij de kruising van Second Avenue en Stuyvesant Street.
Op 1 januari 2017 ging een eerste fase van de metrolijn onder de laan open, gekend als de Second Avenue Subway. Het was niet de eerste metroverbinding in de laan, van 1880 tot 1942 was over de lengte van de laan de IRT Second Avenue Line in gebruik, met sporen op een lang viaduct boven het straatoppervlak.